# غناسينغبي إياديما
انغناسينغبي إياديما (26 ديسمبر 1935 - 5 فبراير 2005)، كان الجنرال غناسينغبي إياديما رئيسا لجمهورية التوغو من سنة 1967 حتى وفاته سنة 2005.

## روابط خارجية
- غناسينغبي إياديما على موقع الموسوعة البريطانية (الإنجليزية)
- غناسينغبي إياديما على موقع مونزينجر (الألمانية)
- غناسينغبي إياديما على موقع إن إن دي بي (الإنجليزية)